# Distretto di Akpınar
Il distretto di Akpınar (in turco Akpınar ilçesi) è uno dei distretti della provincia di Kırşehir, in Turchia.